# Kanton Calais-1
Der Kanton Calais-1 ist seit 2015 ein französischer Wahlkreis im Arrondissement Calais, im Département Pas-de-Calais und in der Region Hauts-de-France; sein Hauptort ist Calais. 

## Gemeinden
Der Kanton besteht aus elf Gemeinden und Gemeindeteilen mit insgesamt 36.795 Einwohnern (Stand: 1. Januar 2022) auf einer Gesamtfläche von 98,15 km²:
| Gemeinde              | Einwohner 1. Januar 2022 | Fläche km² | Dichte Einw./km² | Code INSEE | Postleitzahl |
| --------------------- | ------------------------ | ---------- | ---------------- | ---------- | ------------ |
| Bonningues-lès-Calais | 598                      | 8,49       | 70               | 62156      | 62340        |
| Calais                | 23.403                   | 9,06       | 2.583            | 62193      | 62100        |
| Coquelles             | 2.625                    | 8,77       | 299              | 62239      | 62231        |
| Escalles              | 218                      | 7,29       | 30               | 62307      | 62179        |
| Fréthun               | 1.393                    | 7,92       | 176              | 62360      | 62185        |
| Hames-Boucres         | 1.428                    | 12,82      | 111              | 62408      | 62340        |
| Nielles-lès-Calais    | 281                      | 2,49       | 113              | 62615      | 62185        |
| Peuplingues           | 789                      | 10,43      | 76               | 62654      | 62231        |
| Pihen-lès-Guînes      | 530                      | 9,25       | 57               | 62657      | 62340        |
| Saint-Tricat          | 775                      | 7,35       | 105              | 62769      | 62185        |
| Sangatte              | 4.755                    | 14,28      | 333              | 62774      | 62231        |
| Kanton Calais-1       | 36.795                   | 98,15      | 375              | 6218       | –            |

1. ↑   Nur der westliche Teil der Gemeinde, der Rest verteilt sich auf die Kantone Calais-2 und Calais-3.